# Andrea Spendolini-Sirieix
Andrea Spendolini-Sirieix (/ænˈdreɪə spɛndəˈliːnɪ sɪrɪ.ɛks/; Londres, 11 de setembro de 2004) é uma saltadora britânica, medalhista olímpica.

## Carreira
Andrea Spendolini-Sirieix nasceu em Londres em 11 de setembro de 2004, filha do anfitrião de hotel francês Fred Sirieix e seu ex-parceiro Alex Spendolini, que é de ascendência italiana. Spendolini-Sirieix foi descoberta pelo clube Crystal Palace quando estava na John Stainer Community Primary School em Brockley, e então completou seu ensino médio e sexto ano na Harris Academy Bermondsey.
No Campeonato Britânico de Mergulho em 2018, Spendolini-Sirieix e sua colega do Crystal Palace Diving Club, Josie Zillig, venceram o evento sincronizado feminino de 10 m, completando cinco mergulhos como as únicas participantes. No ano seguinte, em parceria com Emily Martin, ela venceu a competição sincronizado feminino no Campeonato Europeu Júnior em Cazã. Ela fez sua estreia internacional em 2018, aos treze anos, e ganhou sua primeira medalha de ouro internacional solo no FINA Diving Grand Prix de 2020. Mais tarde naquele ano, Spendolini-Sirieix foi reconhecida como a BBC Young Sports Personality of the Year.
Em julho de 2023, Lois Toulson e Andrea Spendolini-Sirieix ganharam a prata no Campeonato Mundial de Esportes Aquáticos de 2023 nos 10m sincronizados femininos. Um ano depois, elas ganharam o bronze nos 10m sincronizados femininos nas Olimpíadas de Paris de 2024. Spendolini-Sirieix ficou em 6º lugar na plataforma individual de 10 metros nos Jogos.